# Tiberius Căileanu
Tiberius Căileanu (n. 30 iunie 1934) este un fost deputat român în legislatura 1990-1992 începând de la data de 19 martie 1992, ales în județul Cluj pe listele partidului PNL. Deputatul Tiberius Căileanu l-a înlocuit pe deputatul Teodor-Mircea Vaida.